# Traugott Herr
Traugott Herr (Weferlingen, 16 settembre 1890 – Achterwehr, 13 aprile 1976) è stato un generale tedesco.

## Biografia
Traugott Herr nacque a Weferlingen, in Sassonia, il 16 settembre 1890.
Entrato nell'esercito nel 1911, combatté nella prima guerra mondiale, distinguendosi però a partire dal secondo conflitto mondiale. Durante l'offensiva italiana dell'aprile del 1945 egli venne catturato dalle truppe del Regno Unito il 2 maggio 1945 e mantenuto in prigionia sino al 1948 quando venne rimpatriato in Germania.
Morì a Achterwehr il 13 aprile 1976.